# دیو شانیدزه
دیو شانیدزه (انگلیسی: Dito Shanidze; ۸ فوریهٔ ۱۹۳۷ – ۱۸ نوامبر ۲۰۱۰) وزنه‌بردار گرجی‌تبار اهل اتحاد جماهیر شوروی سوسیالیستی بود.